# Trąba powietrzna w Rawie Mazowieckiej
Trąba powietrzna w Rawie Mazowieckiej przeszła przez miasto i jego okolice 15–16 maja 1958 roku. W wyniku kataklizmu, zginęły 3 osoby, a 130 doznało obrażeń. Ta sama komórka burzowa wytworzyła w te dni jeszcze 2 inne trąby powietrzne, w miejscowościach: Mińsk Mazowiecki oraz Nowe Miasto nad Pilicą

## Sytuacja meteorologiczna
Wiosna 1958 zapisała się jako chłodna, zwłaszcza za sprawą bardzo zimnego i śnieżnego marca. Chłodny i deszczowy był też kwiecień, kiedy to roztopy doprowadziły do poważnej powodzi na Bugu i Narwi. Dopiero na początku maja od południa zaczęło napływać zdecydowanie gorętsze powietrze. Od północy napłynęła masa powietrza dużo chłodniejszego, polarnego.
15 maja na południu, temperatury doszły do 30 stopni, na północy było zaledwie kilkanaście. Tak potężna różnica temperatur zakończyła się burzami. Wprawdzie szkody od piorunów i gradu zanotowano wtedy w różnych częściach kraju, to wyjątkowe natężenie burze osiągnęły na terenach obecnych województw Łódzkiego i Mazowieckiego.

## Przebieg zdarzeń
Po południu, w miejscowości Staropole powstają pierwsze szkody materialne. Trąba powietrzna przechodzi wówczas przez następne miejscowości: Petrynów, Czerwonka, Radwanka, Dziurdzioły, Chrusty, północna część Księżej Woli i zachodnia Boguszyc.
Następnie kataklizm doszedł do Rawy Mazowieckiej. Najpierw pod postacią niegroźnej burzy z małymi opadami deszczu. Po paru minutach pojawił się grad, a następnie wraz z nim silny wiatr. Całe wydarzenie w Rawie trwało około 4 minuty. Kataklizm pozbawił życia 3 osoby, 130 pozostawił ranne, a około 50% zabudowań zostało zniszczonych lub pozostały poważnie uszkodzone. Straty oszacowane zostały na 50 milionów złotych

## Inne trąby powietrznie
Komórka burzowa wywołała również 2 inne tornada w okolicach Rawy. Miejscowości w których powstały to Mińsk Mazowiecki i Nowe Miasto nad Pilicą